# II. Antef

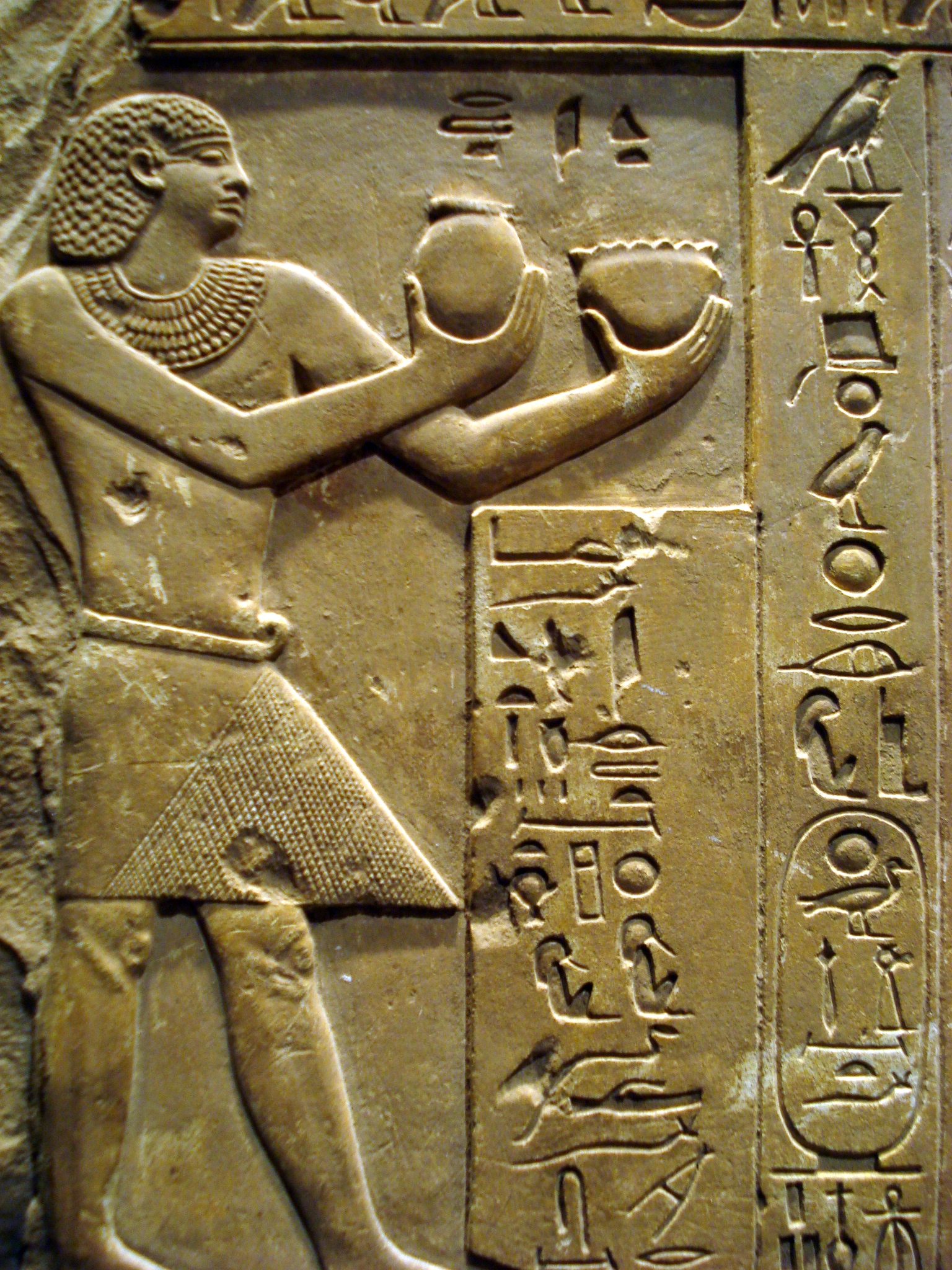
Dzsari tábornok szaffsírjának sztéléje II. Antef névgyűrűbe írt nevével (a kép jobb alsó sarkában).

II. Antef Uahanh (jnj-(j)tj=f wȝḫ ˁnḫ) (ur.: kb. i. e. 2117 – i. e. 2069) az ókori Egyiptom XI. dinasztiájának harmadik uralkodója. Bátyját, I. Antefet követte a trónon, és Uaszet (Théba) terjeszkedése köthető nevéhez. Hosszú ideig uralkodott, negyvenkilenc vagy ötvenöt évig.

## Élete
Az első átmeneti kor széttagolt Egyiptomában az Uaszet városban uralkodó XI. dinasztia tagja volt. Hatalma eleinte csak az azonos nevű szepatra (nomosz) terjedt ki, valamint néhány környező szepattal, így Kubtival (Koptosz) állt szövetségben. Uaszet először délen tolta ki határait, ahol Anhtifi halála után az általa kormányzott felső-egyiptomi szepatokat foglalta el, egészen az első zuhatagig, vagyis Szuanu, Lak és Abu (Szüéné, Philai, Elephantiné) kerületeket. Ezzel nagyjából egy időben viszont északon III. Heti és Tefib seregei hatoltak Abdzsuig (Abüdosz). Nem tudni, hogy a harcok mely szakaszában vette át II. Antef a bátyjától a hatalmat, de az bizonyos, hogy Uaszet határát élete végére Kebu (Antaiopolisz) városáig tolta ki. Ez azt jelenti, hogy a Kubtitól északra elhelyezkedő kormányzóságokat, Tarir, Haszehoh, Thinitesz, Hemi, és Duf szepatokat is meghódította. Ezzel szomszédos lett Szauti (Lükopolisz) kerülettel, ahol korábban Tefib volt a kormányzó. Ekkorra már csak két igazán fontos hatalmi centrum maradt, Uaszet és Hahninszu (Hérakleopolisz Magna).
Így megteremtette az alapját a Szauti–Hahninszu szövetség elleni további háborúnak és végső soron a Nílus-völgy egyesítésének. Addig azonban még több évtized telt el. Iti-ieb szauti papi felügyelő sírjának felirata sikeres ellenakciókról számol be, de sajnos a szöveg nagyon töredékes.
II. Antef megkezdte – vagy folytatta – a központosított monarchia kiépítését. Az általa ellenőrzött terület már elég nagy volt, ezért a legdélebbi három szepatot (Tesz-Hor, Honu, To-Konszit) már az általa kinevezett nomarkhész, a neheni származású Hetepi vezette. Az új szepat-kormányzók azonban már nem hasonlítottak a korábbi, önállóskodó kormányzókra. Szigorú felügyelet és személyes lojalitás jellemezte őket. Hadvezére Heszi fia Dzsari volt, aki Abdzsut visszafoglalta az északiaktól, majd a győzedelmes előrenyomulást vezette Kebuig. Az ő címei már az óbirodalmi tisztviselőkre emlékeztetnek. A „herceg”, „király bizalmas barátja”, „a királyi székhely kormányzója”, „az éléstárak felügyelője”. Ezek a funkciók az adózással és közigazgatással kapcsolatosak. Dzsari felesége, Szenetmontu a „királyi kedvenc” és „Hathor főpapnője” volt. Antef főkincstárnoka, Teti túlélte az uralkodót és III. Antefnek is szolgált.
II. Antef egy szaffsírban temetkezett, ma Szaff el-Kiszászijja a neve. Az Abbott-papirusz szerint IX. Ramszesz idején, tehát csaknem pontosan 1000 évvel később, amikor az uaszeti sírokat végigellenőrizték, ezt a sírt érintetlenül találták. Ekkor még egyben volt a bejáratnál felállított sztéléje, amelyen kedvenc kutyáival, köztük Behkával vadászik. A sztélé később összetört, a sírt kirabolták.

## Titulatúra
Az uralkodónév két változata:
| G39 | N5 | \| \| | W25 | n&t&f |
|     |    |       |     |       |

|  |

| G39 | N5 | \| \| | W25 | n&t&f |
|     |    |       |     |       |

|  |

| G39 | N5 | \| \| | W25 | n&t&f |
|     |    |       |     |       |

|  |

| G39 | N5 | \| \| | W25 | n&t&f |
|     |    |       |     |       |

|  |

| G39 | N5 | \| \| | W25 | n&t&f |
|     |    |       |     |       |

|  |

| G39 | N5 | \| \| | W25 | n&t&f |
|     |    |       |     |       |

|  |

| G39 | N5 | \| \| | W25 | n&t&f |
|     |    |       |     |       |

|  |

| G39 | N5 | \| \| | W25 | n&t&f |
|     |    |       |     |       |

|  |

|                |         |           |    |
| \| \| \| \| \| |         |           |    |
|                |         |           |    |
| W25 · N35      | X1 · I9 | O29 · D36 | G1 |

| W25 · N35 | X1 · I9 | O29 · D36 | G1 |

|                |         |           |    |
| \| \| \| \| \| |         |           |    |
|                |         |           |    |
| W25 · N35      | X1 · I9 | O29 · D36 | G1 |

| W25 · N35 | X1 · I9 | O29 · D36 | G1 |

|                |         |           |    |
| \| \| \| \| \| |         |           |    |
|                |         |           |    |
| W25 · N35      | X1 · I9 | O29 · D36 | G1 |

| W25 · N35 | X1 · I9 | O29 · D36 | G1 |

|                |         |           |    |
| \| \| \| \| \| |         |           |    |
|                |         |           |    |
| W25 · N35      | X1 · I9 | O29 · D36 | G1 |

| W25 · N35 | X1 · I9 | O29 · D36 | G1 |

A fáraók titulatúrájának magyarázatát és történetét lásd az Ötelemű titulatúra szócikkben.
| G5 |

| G5 |

| V29 | S34 |

| V29 | S34 |

| V29 | S34 |

| V29 | S34 |

| G5 |

| G5 |

| V29 | S34 |

| V29 | S34 |

| V29 | S34 |

| V29 | S34 |

| G39 | N5 | \| \| |
|     |    |       |

|  |

| G39 | N5 | \| \| |
|     |    |       |

|  |

| W25 | N35 · X1 · I9 |

| W25 | N35 · X1 · I9 |

| W25 | N35 · X1 · I9 |

| W25 | N35 · X1 · I9 |

| W25 | N35 · X1 · I9 |

| W25 | N35 · X1 · I9 |

| W25 | N35 · X1 · I9 |

| W25 | N35 · X1 · I9 |

| G39 | N5 | \| \| |
|     |    |       |

|  |

| G39 | N5 | \| \| |
|     |    |       |

|  |

| W25 | N35 · X1 · I9 |

| W25 | N35 · X1 · I9 |

| W25 | N35 · X1 · I9 |

| W25 | N35 · X1 · I9 |

| W25 | N35 · X1 · I9 |

| W25 | N35 · X1 · I9 |

| W25 | N35 · X1 · I9 |

| W25 | N35 · X1 · I9 |